# Chiamate telefoniche
Chiamate telefoniche è una raccolta di racconti dello scrittore cileno Roberto Bolaño pubblicata per la prima volta in lingua spagnola nel 1997.

## I racconti
La raccolta, dedicata alla moglie Carolina López, è composta da 14 racconti brevi, divisi in tre parti intitolate come l'ultima storia di ciascuna:
1. Chiamate telefoniche
- Sensini
- Henri Simon Leprince
- Enrique Martín
- Un'avventura letteraria
- Chiamate telefoniche

2. I detective
- Il verme
- La neve
- Un altro racconto russo
- William Burns
- I detective

3. Vita di Anne Moore
- Compagni di cella
- Clara
- Joanna Silvestri
- Vita di Anne Moore

## Epigrafe
“Chi può comprendere il terrore meglio di voi?” 
Čechov

## Edizioni
- Roberto Bolaño, Chiamate telefoniche, traduzione di Maria Nicola, La Memoria, Sellerio editore Palermo, 2000,  p. 262, ISBN 88-389-1651-9.
- Roberto Bolaño, Chiamate telefoniche, traduzione di Barbara Bertoni, Piccola Biblioteca Adelphi, Adelphi, 2012,  p. 272, ISBN 978-88-459-2683-9.